# Pragsdorf
Pragsdorf ist eine Gemeinde im Landkreis Mecklenburgische Seenplatte in Mecklenburg-Vorpommern (Deutschland). Sie wird vom Amt Stargarder Land mit Sitz in der Stadt Burg Stargard verwaltet.

## Geografie
Die Gemeinde Pragsdorf liegt etwa zehn Kilometer östlich von Neubrandenburg und zehn Kilometer nördlich vom Amtssitz Burg Stargard und ist von zwei kleinen Seen eingerahmt.
Umgeben wird Pragsdorf von den Nachbargemeinden Sponholz im Westen und Norden, Cölpin im Südosten, Lindetal im Süden sowie Burg Stargard im Südwesten.
Zu Pragsdorf gehört der Ortsteil Georgendorf.

## Geschichte
Pragsdorf wurde erstmals 1381 als Lehnsgut der Familie Helpte urkundlich erwähnt. Von 1547 bis 1918 war das Gut im Besitz der mecklenburgischen Fürsten, zuletzt der Großherzöge von Mecklenburg-Strelitz. Das Domänenpächterhaus wurde nach 2010 abgerissen.
Am 1. Juli 1950 wurde die bis dahin selbständige Gemeinde Georgendorf eingegliedert.

## Ortsname
Im Jahre 1381 wurde der Ort als Prawestorp verschriftlicht. Es liegt mittelhochdeutsch prawest ‚Propst‘ zugrunde (‚Dorf des Propstes‘).
Pragsdorf war bis 1990 Standort des Funktechnisches Bataillons 23 (FuTB-23) „Liselotte Herrmann“, der NVA-Luftverteidigung.

## Dienstsiegel
Die Gemeinde verfügt über kein amtlich genehmigtes Hoheitszeichen, weder Wappen noch Flagge. Als Dienstsiegel wird das kleine Landessiegel mit dem Wappenbild des Landesteils Mecklenburg geführt. Es zeigt einen hersehenden Stierkopf mit abgerissenem Halsfell und Krone und der Umschrift „GEMEINDE PRAGSDORF • LANDKREIS MECKLENBURGISCHE SEENPLATTE •“.

## Sehenswürdigkeiten

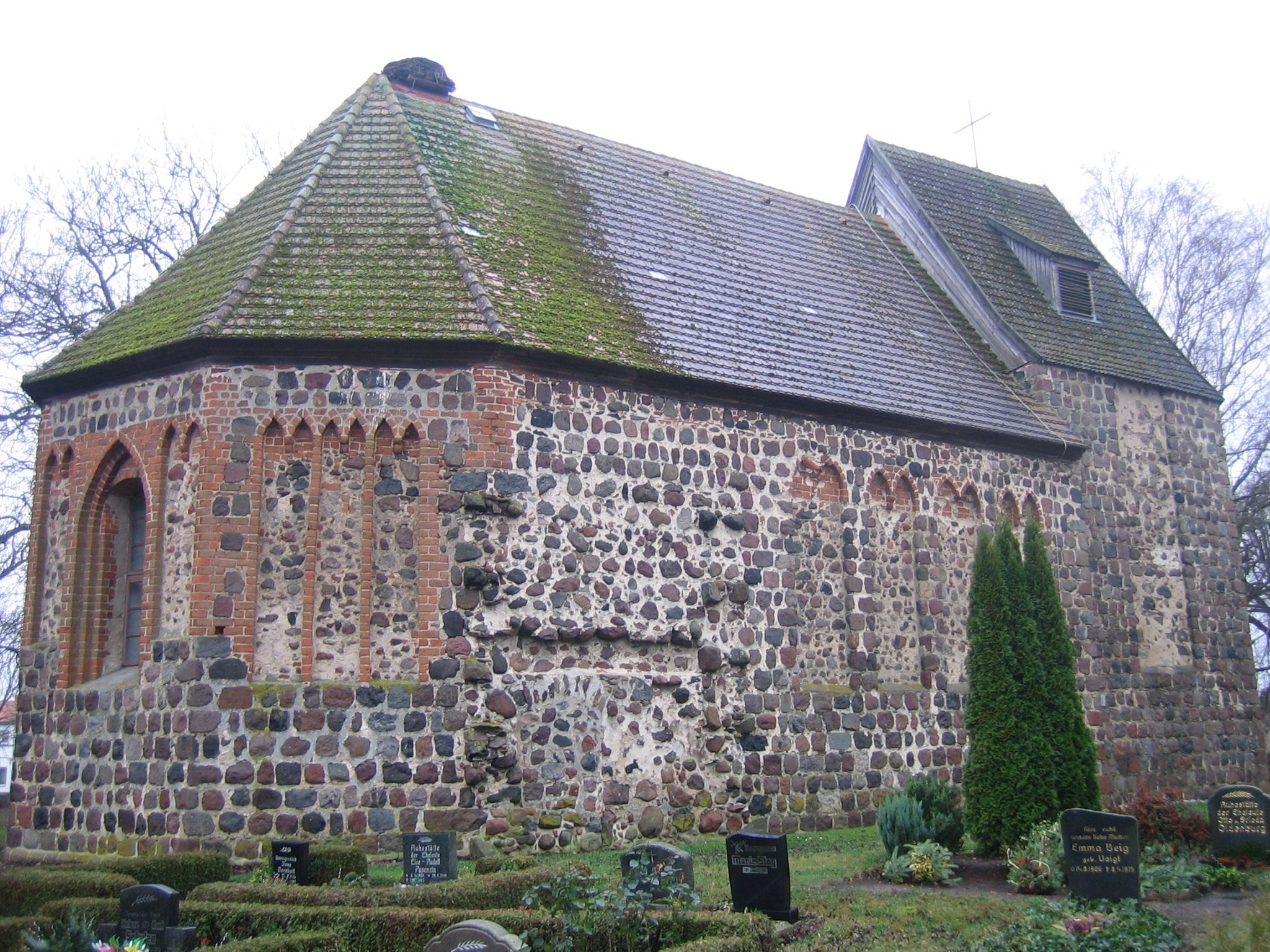
Dorfkirche Pragsdorf

- Park am Haussee
- Dorfkirche Pragsdorf

## Verkehrsanbindung
Die Bundesstraße 104 führt durch die Gemeinde, die auch von der Bundesautobahn 20 über die Anschlussstelle Neubrandenburg-Ost (ca. 10 km entfernt) zu erreichen ist.